# Olympische Sommerspiele 1956/Gewichtheben – Mittelschwergewicht (Männer)
Bei den Olympischen Spielen 1956 in der australischen Metropole Melbourne wurde am 26. November im Royal Exhibition Building das Gewichtheben im Mittelschwergewicht für Männer ausgetragen.
Es gewann der Sowjetrusse Arkadi Worobjow vor dem US-Amerikaner Dave Sheppard sowie dem Franzosen Jean Debuf.
Die Athleten traten im sogenannten Dreikampf gegeneinander an. Dieser umfasste neben den heute üblichen Disziplinen Reißen und Stoßen noch das Drücken.
Laut den Wettkampfbestimmungen der International Weightlifting Federation (IWF) musste das Körpergewicht jedes Boxers im Mittelschwergewicht über 82,5 kg und nicht mehr als 90 kg betragen.

## Teilnehmende Nationen
Insgesamt nahmen 15 Sportler aus folgenden 14 Nationen teil.
| - Argentinien (1) - Australien (2) - Brasilien (1) - Bulgarien (1) - Frankreich (1) | - Indien (1) - Iran (1) - Malaya (1) - Polen (1) - Sowjetunion (1) | - Südkorea (1) - Trinidad und Tobago (1) - Vereinigte Staaten (1) - Vereinigtes Königreich (1) |

## Ergebnis
Während des Wettkampfs wurden vom Sieger Arkadi Worobjow drei Rekorde aufgestellt: Mit 462,5 kg (total) und 147,5 kg im Drücken stellte er zwei Weltrekorde sowie mit 177,5 kg im Stoßen einen olympischen Rekord auf.
| Rang | Name                | Nation              | Körper- gewicht | Drücken [ kg ] | Drücken [ kg ] | Drücken [ kg ] | Reißen [ kg ] | Reißen [ kg ] | Reißen [ kg ] | Stoßen [ kg ] | Stoßen [ kg ] | Stoßen [ kg ] | Gesamt   |
| Rang | Name                | Nation              | Körper- gewicht | V1             | V2             | V3             | V1            | V2            | V3            | V1            | V2            | V3            | Gesamt   |
| ---- | ------------------- | ------------------- | --------------- | -------------- | -------------- | -------------- | ------------- | ------------- | ------------- | ------------- | ------------- | ------------- | -------- |
| 1    | Arkadi Worobjow     | Sowjetunion         | 89,8            | 140,0          | 145,0          | 147,5 WR       | 137,5         | 142,5         | 142,5         | 170,0         | 175,0         | 177,5 OR      | 462,5 WR |
| 2    | Dave Sheppard       | Vereinigte Staaten  | 88,8            | 140,0          | 140,0          | 145,0          | 137,5         | 137,5         | 137,5         | 165,0         | 165,0         | 185,0         | 442,5    |
| 3    | Jean Debuf          | Frankreich          | 87,6            | 122,5          | 127,5          | 130,0          | 122,5         | 127,5         | 130,0         | 162,5         | 167,5         | -             | 425,0    |
| 4    | Mohammed Rahnavardi | Iran                | 89,5            | 127,5          | 135,0          | 140,0          | 122,5         | 127,5         | 130,0         | 157,5         | 162,5         | 162,5         | 425,0    |
| 5    | Iwan Wesselinow     | Bulgarien           | 88,6            | 127,5          | 132,5          | 135,0          | 120,0         | 125,0         | 125,0         | 155,0         | 155,0         | 160,0         | 407,5    |
| 6    | Bee Kim Tan         | Malaya              | 86,2            | 112,5          | 117,5          | 117,5          | 115,0         | 122,5         | 127,5         | 150,0         | 155,0         | 160,0         | 395,0    |
| 7    | Lennox Kilgour      | Trinidad und Tobago | 89,1            | 122,5          | 127,5          | 132,5          | 112,5         | 117,5         | 122,5         | 140,0         | 145,0         | 150,0         | 390,0    |
| 8    | Leonard Treganowan  | Australien          | 89,7            | 117,5          | 117,5          | 122,5          | 117,5         | 122,5         | 122,5         | 150,0         | 150,0         | 155,0         | 390,0    |
| 9    | Sydney Harrington   | Großbritannien      | 88,2            | 110,0          | 115,0          | 115,0          | 112,5         | 117,5         | 120,0         | 145,0         | 152,5         | 157,5         | 385,0    |
| 9    | Manny Santos        | Australien          | 88,2            | 120,0          | 125,0          | 130,0          | 110,0         | 115,0         | 115,0         | 150,0         | 150,0         | 160,0         | 385,0    |
| 11   | Kamineni Eswara Rao | Indien              | 88,4            | 117,5          | 117,5          | 122,5          | 100,0         | 110,0         | 115,0         | 135,0         | 142,5         | 147,5         | 380,0    |
| 12   | Bruno Barabani      | Brasilien           | 89,7            | 105,0          | 110,0          | 115,0          | 112,5         | 117,5         | 120,0         | 145,0         | 145,0         | 155,0         | 367,5    |
| —    | Carlos Seigelshifer | Argentinien         | 89,5            | 117,5          | 122,5          | 125,0          | 112,5         | 117,5         | 117,5         | 150,0         | 150,0         | 150,0         | -        |
| —    | Czesław Białas      | Polen               | 89,6            | 130,0          | 135,0          | 135,0          | 120,0         | 125,0         | 125,0         | -             | -             | -             | -        |
| —    | Park Dong-cheol     | Südkorea            | 87,6            | 115,0          | 120,0          | 122,5          | 120,0         | 125,0         | 125,0         | -             | -             | -             | -        |